# Scutiger nyingchiensis
Scutiger nyingchiensis е вид земноводно от семейство Megophryidae.

## Разпространение
Видът е разпространен в Индия, Китай, Непал и Пакистан.